# Smokie
Smokie (ursprungligen stavat Smokey) är ett brittiskt popband som startades i England 1973 och hade stora listframgångar vid mitten av 1970-talet.

## Historik

### Ursprung
Originaluppsättningen av bandet innehöll Terry Uttley (basgitarr), Alan Silson (gitarr), Chris Norman (sång) och Ron Kelly (trummor); de växte upp och gick tillsammans i skolan S:t Bedes Grammar School i Bradford i Yorkshire. Där startade de musikgruppen The Yen som senare blev The Sphynx.
Gruppen kallade sig 1965 för Essence. År 1968 bytte de namn till The Elizabethans och 1970 till Kindness. År 1973 ersattes Kelly med Pete Spencer. Efter förslag från Hurley & Chinnichapp bytte de till Smokey (vilket reviderades till Smokie sent 1975 efter en "namnstrid" med Smokey Robinson). 
1975 började gruppen arbeta med Rak records. Skivorna producerades av Nicky Chinn och Mike Chapman, som också skrev många låtar. Samma år kom de tidiga hitarna "If you think you know how to love me" och "Don't play your rock'n roll to me".

### Popularitetens höjd
Smokies största hit, "Living Next Door to Alice", släpptes i december 1976 och den följande samlings-LP:n Smokie Greatest Hits (1977), blev en framgång i hela Europa. Skivan låg etta på svenska album-listan i fem veckor. Även de följande albumen Bright Lights and Black Alleys (1977) och The Montreux Album (1978) nådde högt på Sverigetopplistan.

### Senare utveckling
Efter 1978 sålde gruppens skivor sämre.
1983 körade gruppen på Agnetha Fältskogs soloskiva Wrap Your Arms Around Me. 
År 1986 startades bandet på nytt, då Norman hade lämnat gruppen och nya i konstellationen var Alan Barton, Martin Bullard och Steve Pinnell. De hade en del framgångar i Norge och Sverige. År 1995 ersattes Alan Barton av Mike Craft efter att Barton omkommit i en bilolycka i Köln, Tyskland.

## Medlemmar
Nuvarande medlemmar
- Pete Lincoln – sång, rytmgitarr (2021–)
- Steve Pinnell – trummor (1986–)
- Martin Bullard – keyboard (1986–)
- Mick McConnell – sologitarr, sång (1996–)
- Luke Bullard – basgitarr, sång (2021–)

Tidigare medlemmar
- Terry Uttley – basgitarr, sång (1964–1966, 1968–2021, död 16 december 2021)
- Mike Craft – sång, rytmgitarr (1995–2021)
- Alan Silson – sologitarr, sång (1964–1996)
- Chris Norman – sång, rytmgitarr (1964–1986)
- Pete Spencer – trummor (1973–1986)
- Alan Barton – sång, rytmgitarr (1986–1995; död 1995)

## Diskografi
Studioalbum
- Pass it Around (1975)
- Changing All the Time (1975)
- Midnight Cafe (1976)
- Bright Lights & Back Alleys (1977)
- The Montreux Album (1978)
- The Other Side of the Road (1979)
- Solid Ground (1981)
- Strangers in Paradise (1982)
- Midnight Delight (1982)
- All Fired Up (1988)
- Boulevard of Broken Dreams (1989)
- Whose Are These Boots? (1990)
- Chasing Shadows (1992)
- Burnin' Ambition (1993)
- The World and Elsewhere (1996)
- Light a Candle - The Christmas Album (1996)
- Wild Horses - The Nashville Album (1998)
- Uncovered (2000)
- Uncovered Too (2001)
- On the Wire (2004)
- Take a Minute (2010)

Livealbum
- Live: The Concert (1978)
- Greatest Hits Live (1988)
- Live in Concert 1995-1997 - Who the Fuck is Alice (2009)

Samlingsalbum
- Smokie (1976)
- Greatest Hits (1977)
- The Very Best of Smokie - 14 Hit Singles (1980)
- The Very Best of Smokie (1981)
- Celebration (1994)
- Our Swedish Collection (1999)
- Play Their Rockin'n' Roll to You (2000)
- From the Heart (2006)
- Unreal (2006)
- Eclipse (2008)
- Merry Christmas (2008)
- It's Country Time (2009)
- The All Time Greatest Hits (2009)
- Our Australian Collection (2010)